# 钟祥镇
钟祥镇，是中华人民共和国四川省眉山市仁寿县下辖的一个乡镇级行政单位。2019年12月，撤销合兴乡，将其所属行政区域划归钟祥镇管辖。

## 行政区划
钟祥镇下辖以下地区：
针匠社区、鼓匠村、集合村、碾米村、星火村、明星村、镇龙村、红旗村、中华村、青石村和龙桥村。